# Пойгина
Пойгина — река в России, протекает в Вохомском районе Костромской области. Устье реки находится в 40 км по правому берегу реки Вохма. Длина реки составляет 12 км.
Исток Пойгины находится севернее деревни Пустошка в 5 км к северо-западу от посёлка Вохма. Река течёт на юго-восток. На берегах реки расположены деревни Скородумово и Блиново. Крупных притоков нет. Пойгина впадает в Вохму ниже деревни Бережок, в 6 км к северо-востоку от посёлка Вохма.

## Данные водного реестра
По данным государственного водного реестра России относится к Верхневолжскому бассейновому округу, водохозяйственный участок реки — Ветлуга от истока до города Ветлуга, речной подбассейн реки — Волга от впадения Оки до Куйбышевского водохранилища (без бассейна Суры). Речной бассейн реки — (Верхняя) Волга до Куйбышевского водохранилища (без бассейна Оки).
По данным геоинформационной системы водохозяйственного районирования территории РФ, подготовленной Федеральным агентством водных ресурсов:
- Код водного объекта в государственном водном реестре — 08010400112110000041356
- Код по гидрологической изученности (ГИ) — 110004135
- Код бассейна — 08.01.04.001
- Номер тома по ГИ — 10
- Выпуск по ГИ — 0